# Lucy Kurien
Lucy Kurien est une religieuse indienne de l'Ordre de la Sainte Croix (en). Elle est la fondatrice et directrice de Maher (en), une organisation communautaire et interconfessionnelle pour les femmes et les enfants maltraités et démunis, dont le siège se trouve à Pune, en Inde. Elle reçoit, en 2016, le prix Nari Shakti Puraskar (en français : Prix du pouvoir des femmes).

### Note
- (en) Cet article est partiellement ou en totalité issu de l’article de Wikipédia en anglais intitulé « Lucy Kurien » (voir la liste des auteurs).